# Sanctuaire de Santa Cruz
Le sanctuaire de Santa Cruz est initialement une chapelle à Oran, construite sur l'Aïdour en contrebas du fort de Santa-Cruz, nommée en l'honneur de Notre-Dame du Salut et rebaptisée Notre-Dame de Santa Cruz. Il relève du diocèse d'Oran. Depuis 1950, le sanctuaire s'est, par étape, agrandi d'une basilique, d'un cloître et d'un belvédère ouvrant sur la ville et la Méditerranée.

## Historique
En 1849, une épidémie de choléra éclate et touche l'ensemble de la ville d'Oran, qui fait 1 172 victimes. Le général Pelissier, commandant les forces françaises, suggère alors au vicaire général d'Alger, l'abbé Suchet, d'installer une Vierge en haut de la montagne où se situe le fort de Santa-Cruz. Le 4 novembre, lors d'une procession, des milliers de fidèles implorent la Vierge de les sauver du fléau qui s'est abattu sur la ville. La pluie se met alors à tomber en abondance. Au bout de quelques jours l'épidémie devient moins virulente pour finir par cesser .
Une petite chapelle exposant une statue de la Vierge Marie est construite en 1850, afin de commémorer cet évènement du « miracle de la pluie » du 4 novembre 1849. Elle est dédiée à Notre-Dame du Salut. Elle est rebâtie en 1851, à la suite de l'effondrement de la voûte. Mgr Callot, premier évêque d'Oran (1867-1875), est désireux de construire une église plus digne que ce petit oratoire. Mais au lendemain des désastres de 1870, il ne peut réaliser que le clocher dont la première pierre est posée 10 février 1873, et une statue de la Vierge, réplique de celle de
Notre-Dame de Fourvière à Lyon, est installée sur la tour le 6 décembre de la même année. La cloche de la tour est d'un poids de 1 178 kg, coulée dans les ateliers Burdin de Lyon, est installée le 4 juillet 1874.
En 1950, s'ouvre le chantier du projet de l'architecte Lesaint, prévoyant un cloître et une petite basilique romane à dôme légèrement écrasé, en présence de Mgr Roncalli, nonce apostolique et futur pape Jean XXIII. Ce projet, agréé par la Marine nationale, en remplaçait un plus grandiose et écrasant qui avait été imaginé par l'évêque d'Oran, Mgr Durand en 1942. L'amirauté s'était formellement opposée à ce premier projet qui défigurait le profil de la colline[réf. souhaitée].
L'ancienne chapelle au pied du clocher est démolie en 1951 au début des travaux de construction du cloître, qui se terminent en 1956. Le dimanche 3 mai 1959, l'évêque d'Oran Bertrand Lacaste bénit solennellement la première pierre de la basilique ; c'était une stèle chrétienne antique provenant d'Albulae (Aïn Témouchent). La « basilique » est terminée début novembre de la même année, et vouée au culte le 8 novembre 1959.
Depuis son inauguration, il y a plus d’un siècle et demi, « Notre-Dame du Salut », appelée aussi « la vierge de l’Oranie », attire de nombreux fidèles et visiteurs, en remerciement de son intercession dans l'arrêt de l'épidémie de choléra de 1849 ou pour lui demander la réalisation de leurs vœux. Le site offre une vue remarquable sur la baie et la ville d'Oran à l'est, et sur la rade de Mers El-Kébir au nord-ouest.
La chapelle est classée monument national le 17 décembre 2008.
En décembre 2014, décision est prise de restaurer la chapelle de Santa Cruz, fissurée et menacée dans sa structure. Ce projet de restauration, effectué par le diocèse avec le soutien des autorités algériennes et d’autres mécènes, et dont le budget est estimé à 600 millions de dinars (soit environ six millions d’euros), est confié à l'architecte français Xavier David. Après quatre ans de travaux, la chapelle de Santa Cruz, remise en état, rouvre en 2018.
Le 8 décembre 2018, s'y déroule la cérémonie de béatification des dix-neuf religieux assassinés entre 1994 et 1996 pendant la Guerre civile algérienne .

## Statues
À la suite du massacre du 5 juillet 1962 à Oran, à la demande des pieds-noirs expatriés, la statue de la Vierge, qui était présente dans la chapelle de Santa Cruz d'Oran, est rapatriée en France, au sanctuaire Notre-Dame-de-Santa-Cruz de Nîmes. Tous les ans, le jour de l'Ascension, la communauté des pieds Noirs de Nîmes s'y rendent en pèlerinage.
Une statue ancienne de la Vierge, en bronze, a été mise dans une pièce en bordure du cloître, fermée par une grille, pour la protéger.

## Galerie

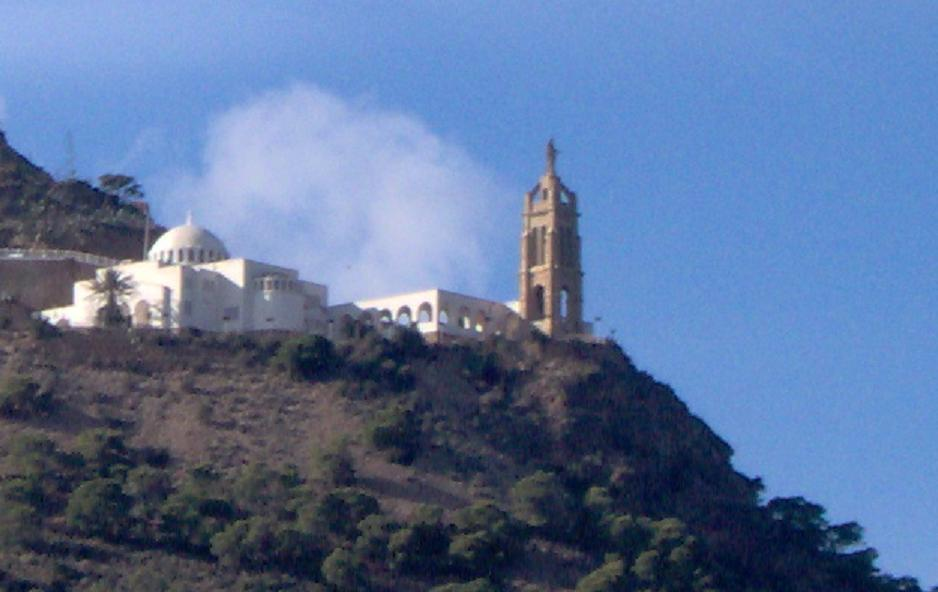
Vue générale.
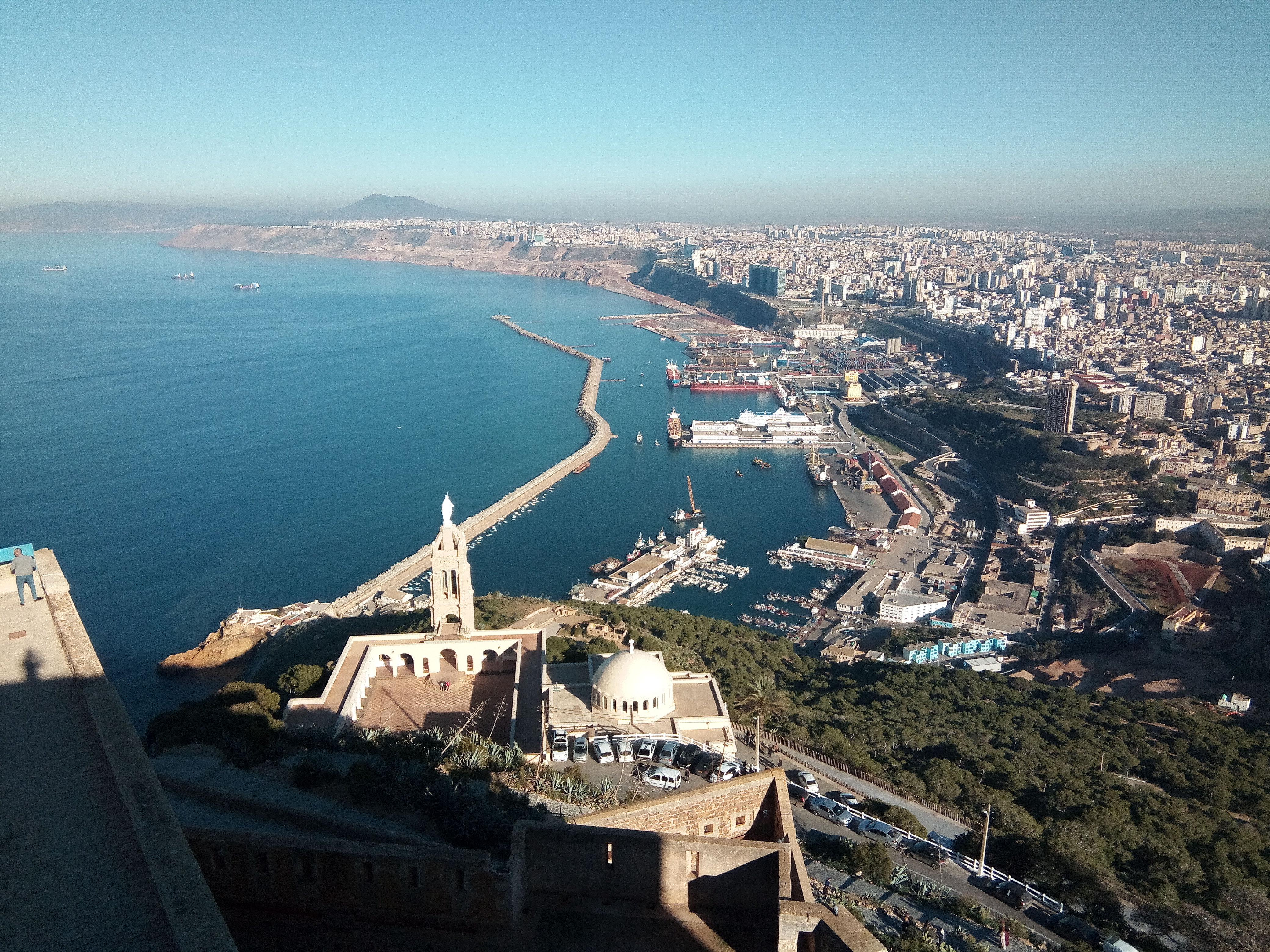
Le sanctuaire et la ville d'Oran.
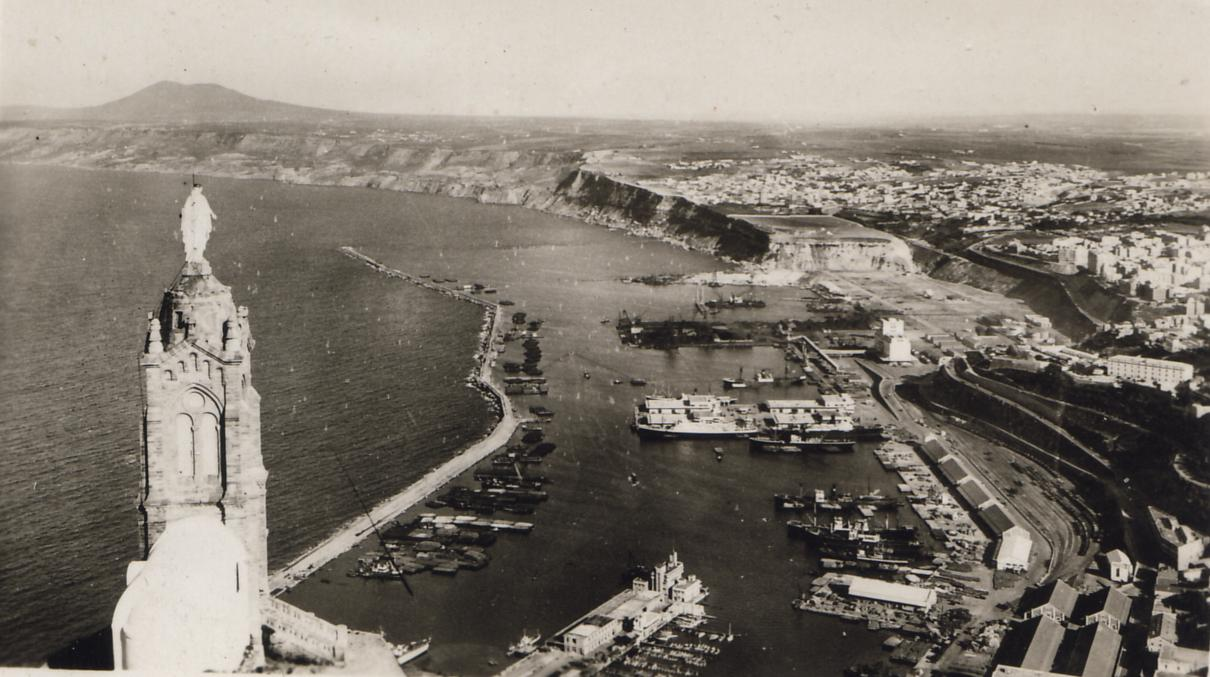
Vers 1920.

### Articles liés
- Diocèse d'Oran
- Fort de Santa-Cruz